# Hortense Konan
Hortense Konan (ur. 3 kwietnia 1963) – piłkarka ręczna z Wybrzeża Kości Słoniowej, olimpijka.

## Kariera
Hortense Konan uczestniczyła na Letnich Igrzyskach Olimpijskich 1988 w Seulu. Podczas tych igrzysk wraz z reprezentacją Wybrzeża Kości Słoniowej w piłce ręcznej rozegrała mecze z reprezentantkami: Związku Socjalistycznych Republik Radzieckich, Stanów Zjednoczonych oraz Czechosłowacji, ostatecznie zajmując 8. miejsce.